# Southern Cameroons
Southern Cameroons was de zuidelijke regio van het mandaatgebied Brits-Kameroen in het westen van Afrika. Het werd in 1961 deel van Kameroen.
Het Duitse protectoraat Kameroen werd tijdens de Eerste Wereldoorlog bezet door Britse, Franse en Belgische troepen. In 1922 plaatste de Volkenbond het westelijke deel onder mandaat van Groot-Brittannië. De Britten verdeelden het grondgebied in twee gebieden, Northern Cameroons en Southern Cameroons. Na de onafhankelijkheid van Frans-Kameroen in januari 1960 werd in Brits-Kameroen een referendum gehouden over de toekomst van het Britse territorium. De bevolking van Southern Cameroons kozen voor de aansluiting bij Kameroen en werden op 1 oktober 1961 deel van Kameroen.
Sinds de jaren tachtig is er onvrede in het gebied over de ervaren achterstelling van de Engelstalige bevolking van Kameroen tegenover de Franstalige meerderheid. Op 1 oktober 2017 resulteerde dit in het uitroepen van de onafhankelijkheid van de voormalige Southern Cameroons onder de naam republiek Ambazonië. Deze republiek wordt echter internationaal niet erkend en heeft ook geen controle over het eigen grondgebied.